# Kallusdistraktion

Das Periosteum direkt unter der Haut

Knochenmark

Die Kallusdistraktion, auch Kallotasis oder Distraktionsosteogenese, ist ein in der Orthopädie und Kieferchirurgie angewendetes Verfahren zur künstlichen Verlängerung von Skelettknochen, zumeist der langen Röhrenknochen. Das Verfahren eignet sich einerseits zur Korrektur krankhafter Fehlstellungen (z. B. einer funktionell bedeutsamen Beinlängendifferenz); andererseits findet es auch Anwendung als reine Schönheitsoperation, ohne dass eine medizinische Indikation vorläge. Der zu verlängernde Knochen wird durch den Operateur durchtrennt und die beiden Hälften mittels konventioneller externer Fixation oder spezieller Verlängerungsmarknägel über mehrere Wochen bis Monate langsam und kontinuierlich entlang der gewünschten Wachstumsachse auseinandergezogen. Zwischen den beiden Knochenhälften bildet sich dabei stetig frische Knochensubstanz (Kallus).

## Geschichtliche Entwicklung
Hopkins und Penrose verlängerten 1889 intraoperativ einen Knochen mittels Einführung eines Knochenblocks. Im Jahre 1905 führte Alessandro Codivilla operative Techniken zur Verlängerung der unteren Extremitäten ein. Diese frühen Operationstechniken hatten eine hohe Komplikationsrate, insbesondere während der Phase der Knochenheilung. Oftmals wurde das Ziel, nämlich die Knochenverlängerung, nicht erreicht.
Der Durchbruch gelang erst dank einer durch den russischen Orthopäden Gawriil Abramowitsch Ilisarow eingeführten Technik: Ilisarov entwickelte ein Verfahren basierend auf der Biologie des Knochens und der Fähigkeit der umgebenden Weichgewebe, sich unter Zugbelastung zu regenerieren. Dies geschah unter Zuhilfenahme eines speziellen Fixateur externe, des Ilizarov-Ringfixateurs. Obschon die eigentliche Art der Komplikationen sich nicht änderte (Infektion als häufigste Komplikation besonders an den Eintrittsstellen des Fixateur externe, Schmerzen, Irritation von Nerven und Weichteilen,) konnten Inzidenz und Schwere der Komplikationen mit der Technik nach Ilizarov reduziert werden. Der Eingriff wurde sicherer und das Ziel der Knochenverlängerung besser erreicht.
Durch vollimplantierbare Systeme wie den Fitbone-Distraktionsmarknagel wird das Infektionsrisiko fast vollständig eliminiert, da während der Distraktionsphase keinerlei Verbindung des Systems durch die Haut nach außen besteht. Das Risiko einer Infektion beschränkt sich somit auf die Operationen, in denen der Marknagel im- bzw. explantiert wird. Durch einen Motor im System wird der durchtrennte Knochen täglich um bis zu 1 Millimeter distrahiert. Sowohl die Energieversorgung, als auch die Steuerung des Systems erfolgt extern mittels Induktion und kann durch den Patienten selbst vorgenommen werden. Neben dem reduzierten Infektionsrisiko bedeutet diese Art der Kallusdistraktion eine wesentlich geringere Belastung für den Anwender, da deutlich weniger Narben entstehen und keine spezielle Pflege notwendig ist. Außerdem kann schon während der Behandlung mit der Physiotherapie begonnen werden, was den Behandlungsfortschritt beschleunigt und somit eventuelle Ausfallzeiten reduziert.

## Verlängerung der Extremitäten bei disproportioniertem Kleinwuchs
Bei kleinwüchsigen Menschen mit disproportionalem Kleinwuchs (vor allem Achondroplasie und Hypochondroplasie) können einmalige oder mehrfache Kallusdistraktionen beider Arme und Beine durchgeführt werden, um ihnen durch die dazugewonnene Größe den Alltag zu erleichtern. In den deutschsprachigen Ländern werden solche Gliedmaßenverlängerungen eher selten vorgenommen, wohingegen sie in manchen südeuropäischen Ländern bei einem Großteil der Betroffenen zur Anwendung kommen.
Durch eine Verlängerung können Kleinwüchsige sich im öffentlichen Raum besser bewegen und zum Beispiel ohne Hilfsmittel Geldautomaten, öffentliche Toiletten oder Fahrzeuge nutzen, die für Menschen durchschnittlicher Größe optimiert sind.

Während Menschen mit Achondroplasie auch nach einer Gliedmaßenverlängerung noch auffällig klein sind, können von Hypochondroplasie Betroffene durch die Behandlung eine Größe im unteren Normbereich erreichen. Die soziale Stigmatisierung kann also auf diese Weise verringert werden.

Der Kinderorthopäde Robert Rödl (Münster) gibt hierzu allerdings zu bedenken: „Insbesondere hat die Gliedmaßenverlängerung keinen Einfluss auf das Glück und die Zufriedenheit der Menschen. Die Gliedmaßenverlängerung hat ausschließlich einen Einfluss auf die Länge der Gliedmaßen.“
Manche Ärzte bevorzugen eine Gliedmaßenverlängerung im Alter zwischen drei und sechs Jahren und argumentieren, dass das Kind ohnehin noch auf mehr Pflege und Zuwendung durch die Eltern angewiesen ist, während diese Abhängigkeit für ältere Kinder und Jugendliche schwieriger zu akzeptieren sei. Zudem wird durch die Operationen und die Bewegungseinschränkungen keine oder nur wenig Schulzeit versäumt. Andere Ärzte wiederum halten ein Alter von etwa 14 Jahren für ideal für den Behandlungsbeginn, da die Betroffenen dann selbst alle Vor- und Nachteile des Verfahrens abwägen und eine eigene Entscheidung treffen können, während gleichzeitig der neue Knochen in diesem Alter noch relativ schnell gebildet wird.

Die Vereinigung Little People of America lehnt eine Verlängerung bei jüngeren Kindern ab und fordert, dass die betroffene Person alt genug sein sollte, um voll in den Entscheidungsprozess für oder gegen eine Verlängerung eingebunden zu werden.

## Weiterführende Literatur
- Gerfried Giebel: Kallusdistraktion: klinische Anwendung, 1999, ISBN 3-13-773903-9